# Tchagra
A Tchagra a madarak osztályának verébalakúak (Passeriformes) rendjébe és a bokorgébicsfélék (Malaconotidae) családjába tartozó nem.

## Rendszerezésük
A nemet René Primevère Lesson francia orvos és ornitológus írta le 1831-ben,  az alábbi 4 faj tartozik ide:
- Tchagra australis
- Tchagra jamesi
- Tchagra tchagra
- barátcsagra (Tchagra senegalus)

## Előfordulásuk
Afrika területén honosak. Természetes élőhelyeik a szubtrópusi és trópusi lombhullató erdők, szavannák és cserjések, valamint emberi környezet. Állandó, nem vonuló fajok.

## Megjelenésük
Testhosszuk 17-23 centiméter körüli.